# Villa Locanda l'Elisa
Villa l'Elisa è una villa lucchese di fine 1800, situata sulla Via Nuova per Pisa 1952 a Lucca, in località Massa Pisana.

## Storia
In origine, la villa è costituita da un edificio a tre piani fuori terra, di cui l'ultimo in parte terrazzato.
È una elegante Villa in stile liberty ristrutturata, probabilmente, ad opera di un funzionario napoleonico venuto a Lucca al seguito di Elisa Baciocchi. Tracce di questo intervento sono state individuate nei colori e nelle decorazioni della casa e parzialmente ritrovati sotto gli attuali intonaci e nei residui di alcune strutture di decorazione (parti di boiserie e infissi interni) rinvenute in un locale del giardino.

## Architettura
Per la sala da pranzo si è utilizzato un conservatory di origine inglese d'epoca Vittoriana e dalla forma particolare: una vetrata a semicerchio incornicia perfettamente la sala completamente circondata dal floreale e lussureggiante giardino.